# Wilhelm Tell (film, 1909)
Pour les articles homonymes, voir Wilhelm Tell.
Pour plus de détails, voir Fiche technique et Distribution.
Wilhelm Tell (« Guillaume Tell ») est un film danois réalisé par Viggo Larsen, sorti en 1909.
Ce film muet en noir et blanc est l'adaptation cinématographique d'une pièce de Friedrich von Schiller, Wilhelm Tell (1804), qui met en scène le héros de l'indépendance suisse Guillaume Tell.

## Fiche technique
- Titre original : Wilhelm Tell
- Réalisation : Viggo Larsen
- Histoire : Friedrich von Schiller, d'après son œuvre Wilhelm Tell
- Directeur de la photographie : Axel Sørensen
- Société de production : Nordisk Film Kompagni
- Société de distribution : Nordisk Film Kompagni (Danemark) / Great Northern Film Company (USA)
- Pays d'origine :  Danemark
- Langue : danois
- Format : Noir et blanc – 1,33:1 – 35 mm – Muet
- Genre : film épique
- Longueur de pellicule : 158 m
- Durée : 8 minutes[1]
- Année : 1909
- Dates de sortie :
  -  Danemark : 30 janvier 1909
  -  Allemagne : 13 mars 1909 (Munich)
  -  États-Unis : 31 mars 1909
- Autres titres connus :
  -  Danemark : Schweiz' Befrier
  -  États-Unis : William Tell

## Distribution
- Carl Alstrup (en)
- Poul Gregaard
- Lauritz Olsen